# Arrest Danszaal Soranus
Het arrest Danszaal Soranus (HR 8 mei 1979, NJ 1979/481) is een arrest van de Nederlandse Hoge Raad dat betrekking heeft op voorwaardelijk opzet bij medeplichtigheid tot doodslag.

## Casus
Op zondag 11 juli 1977 is het kermis in Swalmen. Hubertus C. met zijn vrouw en Jo M. met zijn vrouw gaan dan stappen. Na sluitingstijd van café Maan is het viertal met nog meer mensen onderweg naar danszaal Soranus. Ter hoogte van café Lei zien ze dat er onenigheid is tussen de vrouw van Piet M. en Hans Blomen. Jo M. zegt dan op gebiedende toon tegen Hubertus C.: "geef mij het mes". Hij geeft met gesloten vuist een zakmes waarmee Jo M. regelrecht op Hans Blomen afloopt. Deze wordt in de buik gestoken en is daaraan overleden. Het viertal gaat vervolgens naar binnen in de danszaal achter café Soranus.

## Rechtsvraag
Kan een verdachte worden gekwalificeerd als medeplichtige van doodslag? (Ja) 

## Procesgang
Hubertus C. is in hoger beroep door het hof ter zake van "medeplichtigheid aan doodslag" veroordeeld tot 12 maanden gevangenisstraf, omdat hij « tot het plegen van [dat] misdrijf (...) toen daar opzettelijk middelen heeft verschaft », nl. het mes heeft gegeven waarmee de doodslag is gepleegd. Het cassatieberoep is verworpen. Het cassatiemiddel ontkent dat verdachte opzettelijk het mes heeft verschaft tot het plegen van doodslag.
Immers,

[dat] hij zijn zakmes voor de zoveelste (...) maal aan Jo M. gaf om evenals de vorige keren daarmee aan zijn wrat te peuteren.

### Hoge Raad
De Hoge Raad oordeelt dat het leerstuk van voorwaardelijk opzet ook geldt voor medeplichtigheid-tot.
"Opzettelijk" in artikel 48 Sr kan mede de vorm hebben van voorwaardelijk opzet.
De Hoge Raad overwoog:

in genoemde wetsbepaling [art. 48 sub 2e Sr], krachtens welke (...) van het opzettelijk gelegenheid, middelen of inlichtingen verschaffen als daar bedoeld ook sprake is in het geval dat degene die het een of het ander verschaft zich daarbij welbewust blootstelt aan de aanmerkelijke kans dat die gelegenheid, middelen of inlichtingen zullen strekken tot het plegen van het misdrijf.